# Wilhelm Nölling
Wilhelm Nölling (* 17. November 1933 in Wemlighausen; † 21. November 2019 in Hamburg) war ein deutscher Finanzwissenschaftler und Politiker (SPD). Er gehörte von 1974 bis 1982 dem Senat der Freien und Hansestadt Hamburg an und war anschließend bis 1992 Präsident der Landeszentralbank Hamburg.

## Leben
Wilhelm Nölling wurde in dem kleinen Bauerndorf Wemlighausen (heute Ortsteil von Bad Berleburg) im Rothaargebirge als Sohn eines Waldarbeiters geboren. Dessen Vater war Landwirt. Um seiner vielköpfigen Familie eine ausreichende Wohnstatt zu schaffen, zogen seine Eltern ins Oberbergische nach Schloss Homburg, wo der Vater als Waldarbeiter in der Sayn-Wittgensteinschen Fürstlichen Forstverwaltung Berleburg arbeitete. Dort hat die Familie in einem großen Haus gelebt, im „Schloß“, wie andere Dorfbewohner sagten, ohne fließend Wasser, ohne Heizung, ohne Bad. Im Lesen, Schreiben und Rechnen wurde Wilhelm Nölling in einer Zwergschule unterrichtet. Er ist von der christlichen Lehre Martin Luthers geprägt und war von 1948 bis 1953 Mitglied im CVJM.
Nach Volks- und Handelsschule machte von 1950 bis 1953 eine Berufsausbildung zum Verwaltungsangestellten beim Arbeitsamt Gummersbach. Er bestand die Aufnahmeprüfung für die Hamburger Akademie für Gemeinwirtschaft. Das Studium schloss er nach der normalen Studienzeit von vier Semestern erfolgreich ab. Sein väterlicher Freund und Mentor war der Ökonom Georg Hummel, ein angesehener Keynesianer.
Aufgrund seines guten Studienabschlusses erhielt er die fachgebundene Hochschulreife. Ein Stipendium der Stiftung Mitbestimmung ermöglichte Wilhelm Nölling das Studium an der Universität Hamburg, das er als Diplom-Volkswirt abschloss. Nach einer herausragenden Diplomprüfung erlangte Wilhelm Nölling ein Promotionsstipendium, das ihm ein Forschungsstudium an der University of California, Berkeley ermöglichte. Nölling wurde so 1964 in Berkeley Master of Arts in Economics und 1968 bei Hans-Dietrich Ortlieb in Hamburg mit der Dissertation Arbeitslosigkeit und Berufsnot der Jugend in den USA zum Dr. rer. pol. promoviert.
Von 1966 bis 1969 unterrichtete er als Dozent für Volkswirtschaftslehre an der Akademie für Wirtschaft und Politik – vormals Akademie für Gemeinwirtschaft, Hamburg.
Nölling war vom 20. Oktober 1969 bis 20. Mai 1974 Abgeordneter des Wahlkreises Hamburg-Eimsbüttel des Deutschen Bundestages für die SPD. Auf dem Landesparteitag der SPD Hamburg im Januar 1970 sprach er sich gemeinsam mit Hans Apel, Peter Blachstein, Jens Litten und Jan Ehlers dagegen aus, dass sich der Axel Springer Verlag am Studio Hamburg, einer 100-prozentigen Tochtergesellschaft des Norddeutschen Rundfunks, beteiligt. Der Landesparteitag beschloss daraufhin eine Resolution, in der es unter anderem hieß: „Der Landesparteitag erwartet, daß sich alle Entscheidungsgremien des NDR und seiner Tochtergesellschaften entschieden gegen die geplante Transaktion in der gegenwärtigen Form wenden.“
Vom 30. April 1974 bis 12. November 1974 Gesundheitssenator im Senat Schulz II. Von 12. November 1974 bis 28. Juni 1978 Senator im Senat Klose I, zuerst für das Ressort Gesundheit, ab dem 28. April 1976 als Senator für Wirtschaft, Verkehr und Landwirtschaft. Vom 28. Juni 1978 bis 24. Juni 1981 Finanzsenator im Senat Klose II, und dann bis 18. Mai 1982 Finanzsenator im Senat von Dohnanyi I. Bei der Bürgerschaftswahl 1978 wurde er auch in die Hamburgische Bürgerschaft gewählt, sein Mandat ruhte jedoch die gesamte Legislaturperiode wegen der Zugehörigkeit zum Senat.
Von 1982 bis 1992 war Nölling Präsident der Landeszentralbank in Hamburg und Mitglied des Zentralbankrates der Deutschen Bundesbank.
Seit 1992 war Nölling als Lehrbeauftragter und seit 1995 als Professor im Fachbereich Wirtschaftswissenschaften an der Universität Hamburg tätig. 1992 gründete er die Ost-West-Beratungs-Agentur in Hamburg.
Er war seit 1958 verheiratet und hat drei Kinder. Seit 1979 lebte die Familie in ihrem Heim „Hohe Leuchte“ in der Stormarner Schweiz im Nordosten von Hamburg.

## Wirken
Mit Wilhelm Hankel, Joachim Starbatty und Karl Albrecht Schachtschneider klagte er im Jahre 1998 (vergeblich) vor dem Bundesverfassungsgericht gegen die Einführung der europäischen Währungsunion.
Im Mai 2010 kündigte Joachim Starbatty an, zusammen mit Wilhelm Hankel, Wilhelm Nölling und Karl Albrecht Schachtschneider sowie Dieter Spethmann, gegen den Milliardenkredit für die Griechenland-Hilfe vor dem Bundesverfassungsgericht in Karlsruhe Klage einzureichen. Nach deren Meinung verstößt ein entsprechendes Gesetz gegen EU-Recht und das deutsche Grundgesetz. Der gestellte Antrag auf Erlass einer einstweiligen Anordnung (§ 32 BVerfGG) wurde abgelehnt. Mittlerweile hat das Bundesverfassungsgericht die Klage jedoch angenommen und den Beteiligten (Bundesregierung, Bundestag und Bundesrat) zur Stellungnahme vorgelegt. Mit seinem Urteil vom 7. September 2011 erklärte das Bundesverfassungsgericht die Garantien für Griechenland und andere Schuldenstaaten für grundsätzlich verfassungskonform, forderte aber eine stärkere Beteiligung des Bundestags.

## Veröffentlichungen
Nölling hat als Autor eine Reihe von Büchern, Buchbeiträgen und eine große Anzahl von Aufsätzen, vor allem in überregionalen Zeitschriften und Zeitungen, verfasst.
- Im November 2003 erschien Der Ökonom als Politiker – Europa, Geld und die soziale Frage, Festschrift für Wilhelm Nölling”. Sie wurde von Hankel/Schachtschneider/Starbatty herausgegeben.

- Eine Anthologie gab Nölling im Jahr 2005 unter dem Titel Hohe Leuchten – Auswertung meiner Lese-Erfahrungen heraus.

- Im Jahr 2007 erschien seine 1088 Seiten starke dreibändige Autobiografie mit dem Titel: Wie viele Anker braucht der Mensch? Dokumentation meiner Entwicklung im Schümann Verlag.

- "Ab ins Archiv" – Auswahl aus Veröffentlichungen … von 1963–2013, fünf Bände